# Atanasie Tănăsescu
Atanasie Tănăsescu (ur. w 1892, zm. ?) – rumuński rugbysta, brązowy medalista Letnich Igrzysk Olimpijskich 1924 w Paryżu. 
Atanasie Tănăsescu rozegrał 3 mecze w kadrze narodowej: 2 z Francją i 1 ze Stanami Zjednoczonymi. Wszystkie te mecze Rumuni przegrali.